# Christian Kerbler
Christian Heinrich Kerbler (* 18. April 1940 in Hall in Tirol) ist ein ehemaliger Agent des italienischen militärischen Geheimdienstes SIFAR österreichischer Herkunft. Am 21. Juni 1971 wurde er wegen des Mordes an Luis Amplatz und des versuchten Mordes an Georg Klotz – beide Opfer waren Mitglieder des Befreiungsausschusses Südtirol – von einem italienischen Gericht in Abwesenheit zu 22 Jahren Freiheitsstrafe verurteilt. Kerbler trat die – mittlerweile verjährte – Strafe nicht an und ist weiterhin auf der Flucht.